# Глогув (місто)
Гло́гув (пол. Głogów, чеськ. Hlohov), історично також відомий як Глогау (нім. Glogau) — місто в Польщі, на річці Одра. Адміністративний центр Глоговського повіту Нижньосілезького воєводства.
Частина Легницько-Глогувського мідного округу (пол. Legnicko-Głogowski Okręg Miedziowy).
Глогув здавна відомий своїм колегіумом, переданий віданню єзуїтів ще у добу Тридцятирічної війни. Під час шведської війни у стінах колегіума знайшли притулок польський філософ та письменник Теофіл Рутка, професор риторики, Єрж Лілієнталь, професор граматики.

## Географія
Глогув розташований у північній частині воєводства Нижня Сілезія. Майже повністю нинішнє місто лежить на лівому березі Одеру, хоча колись ядро міста було на острові Тумський, який був оточений рукавами річки.
За даними на 1 січня 2023 року площа міста становить 35,12 км² (144 місце в країні). Місто становить 7,98 % площі повіту.

## Історія
Деякі гіпотези схиляються до думки, що поселенням «Лугідунум» з карти Птолемея може бути Глогув, це місце було нанесено на карту в «Географії» Клавдія Птолемея 142-147 років нашої ери. Той факт, що це місце був Глогув, повідомляється в збірнику «Lexicon Universale» і це пов’язано з його розташуванням по відношенню до інших визначених місць у Сілезії, однак інші джерела ототожнюють «Lugidunum» з Легницею. Але це лише припущення, оскільки карта Птолемея дуже неточна.

### Середньовіччя

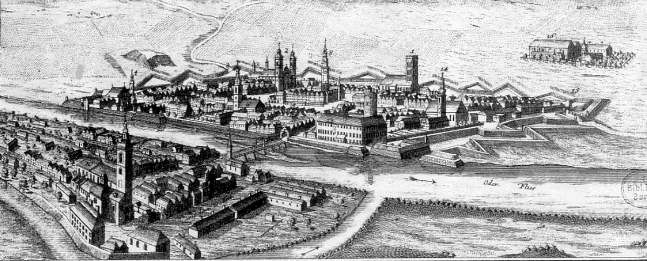
Глогув, XVII століття

Глогув – одне з найстаріших міст Польщі. Найдавніша глогувська фортеця була заснована в Х столітті слов'янським племенем Дзядошани і знаходилася на правому березі річки Барич. Племінну фортецю завоював Мешко I, який близько 989 року побудував нову, більшу фортецю при впадінні Барича в річку Одер на місці сьогоднішнього колегіального костелу. Фортеця мала форму овалу розміром 108×78 метрів.
У 1010 і 1017 роках німецьке військо Генріха II двічі перебувало під опорним пунктом у Глогув. Проте облога міста не відбулася, як згадує Тітмар Мерзебурзький. Найвідомішою з битв за Глогув є оборона міста 1109 року від військ німецького короля Генріха V.
У 1157 році Глогув був завойований Фрідріхом I Барбароссою, який спалив місто.
У 1491-1506 роках тут правили Ягеллони, Ян Ольбрахт і Сигізмунд Старий, пізніше польські королі. Згодом місто підпорядковувалося чеським Ягеллонам, а потім Габсбургам.
У середині XVII ст., під час Тридцятилітньої війни, Глогув перетворили на фортецю. Його брали в облогу і завойовували прусські, французькі, російські, шведські та австрійські війська.
З 1740 року підпорядковувався прусським Гогенцоллернам. Під час наполеонівських війн тут квартирували польські війська Яна Генрика Домбровського.

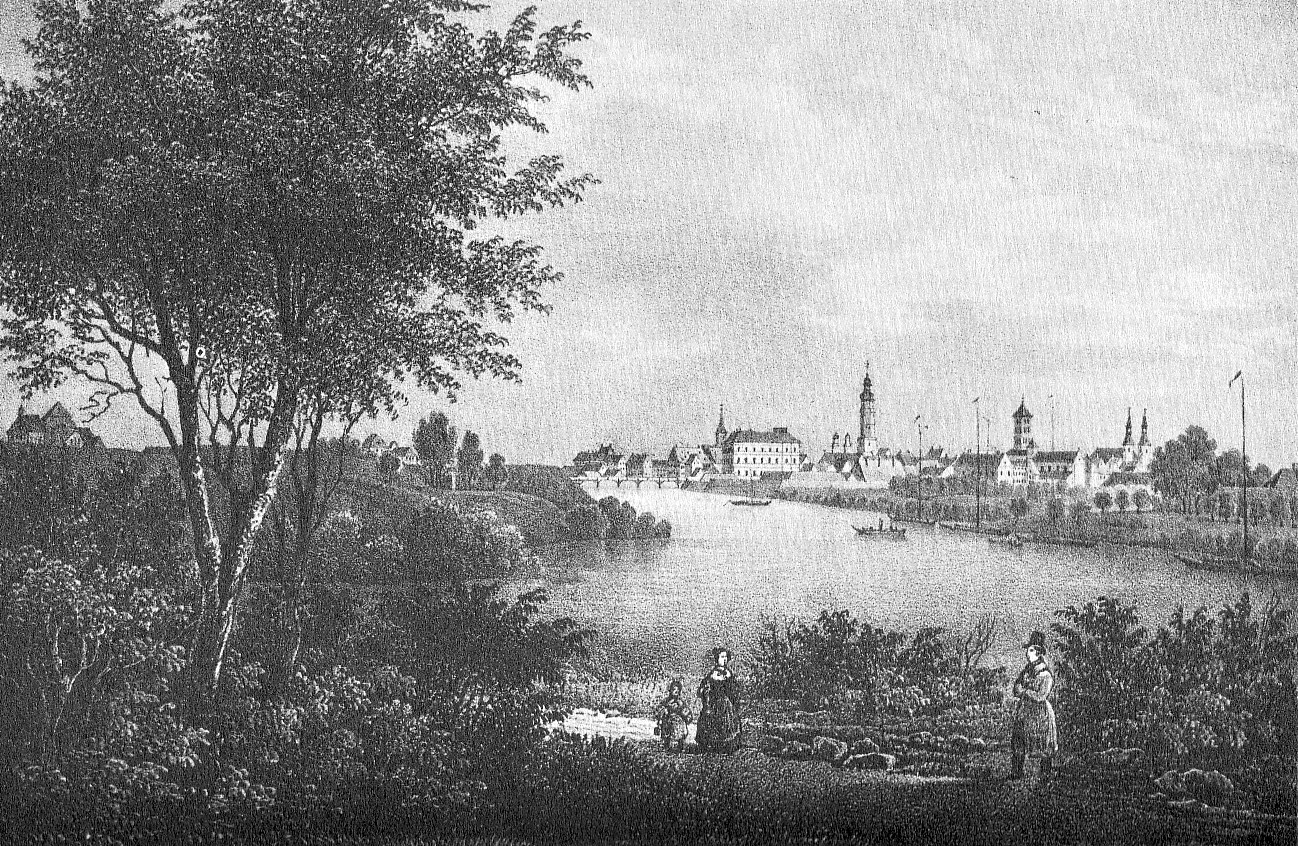
Історичний вигляд міста, близько 1850 року

Першу друкарню в Глогуві, ймовірно, заснували близько 1606 р. Йоахім і Вігант Фунх і діяла до Тридцятилітньої війни. Ще одна друкарня була заснована в 1676 році. У 19 столітті друкарство стало важливою галуззю промисловості в місті. У 1862 році в місті почав виходити науково-культурний журнал «Schlesische Provinzialblätter – Neue Folge», який був продовженням важливого для культури Сілезії періодичного видання «Schlesische Provinzialblätter».

### Сучасність, XIX століття початок XX століття
У ХІХ столітті робилися спроби розібрати укріплення, але лише в 1873 році вдалося пересунути їх межі на схід, а в 1902 році вони були зняті. Після знесення міських стін місто пережило будівельний бум, і населення зросло з 24 000 близько 1900 року до 33 000 у 1939 році. Передбачаючи такий розвиток подій, міська влада залучила Йозефа Штюббена (1845-1936), одного з найповажніших планувальників міста. Саме завдяки йому в наступні роки було створено низку зелених насаджень на території, що залишилася після бастіонів, що оточували центр міста.

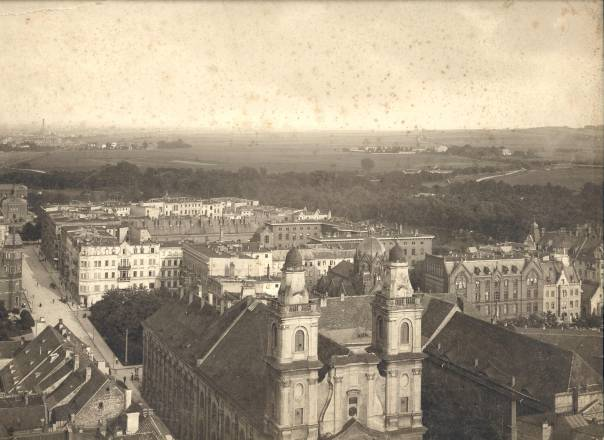
Глогув, 1915 рік

У 1917 році відбулося повстання солдатів місцевого гарнізону під назвою Глогівська революція, яке було криваво придушено.

#### Друга світова війна
Незадовго до закінчення Другої світової війни Глогув був оголошений фортецею. Шеститижнева облога міста Червоною Армією з 11 лютого по 1 квітня 1945 року призвела до знищення понад 95% будівель. Старе місто лежало в руїнах. Крім усього іншого, знищено колегіальний костел Пресвятої Богородиці. На честь радянських воїнів – завойовників міста на площі споруджено пам’ятник. Влітку 1945 року радянська окупаційна влада передала Глогув під польську адміністрацію.

#### У повоєнній Польщі
Швидких трансформацій і розвитку місто зазнало лише після рішення про будівництво мідеплавильного заводу, розпочатого в 1967 році. Завод і сьогодні залишається найбільшим промисловим підприємством міста.
З 1945 по 1950 рік Глогув належав до Вроцлавського воєводства, а в 1950 році був включений до новоствореного Зеленогурського воєводства. З 1975 по 1998 рік належало до провінції Легниця. Від адміністративної реформи 1999 року належить до Нижньосілезького воєводства.

## Демографія
Графік населення міста Глогув за останні 85 років.
Демографічна структура станом на 31 березня 2011 року:
|          | Загалом | Допрацездатний вік | Працездатний вік | Постпрацездатний вік |
| -------- | ------- | ------------------ | ---------------- | -------------------- |
| Чоловіки | 33709   | 6279               | 24618            | 2812                 |
| Жінки    | 35899   | 6095               | 22487            | 7317                 |
| Разом    | 69608   | 12374              | 47105            | 10129                |

## Уродженці
- Пйотр Бродовський (* 1989) — польський шахіст.
- Радослав Кавенцький (* 1991) — польський плавець.
- Ельжбета Романовська (* 1983) — польська актриса кіно, телебачення та театру.

## Міста-партнери
Має партнерські зв'язки з містами:
- Айзенгюттенштадт – Німеччина (1972)
- Мідделбург – Нідерланди (1990)
- Лагольм – Швеція (1994)
- Лангенгаген – Німеччина (1996)
- Амбер-Веллі – Велика Британія (1999)
- Кам'янець-Подільський – Україна (2004)
- Різа – Німеччина (2005)